# Sindrome di Couvade
La sindrome della couvade è una condizione in cui un uomo manifesta alcuni dei sintomi e comportamenti presenti nella donna incinta. Questi includono spesso un aumento di peso, livelli ormonali alterati, nausea mattutina e disturbi del sonno. Nei casi più estremi, i sintomi possono includere dolori da travaglio, affaticamento, depressione post-partum e sanguinamento dal naso. 
La sindrome della couvade non è riconosciuta come una vera e propria sindrome da molti professionisti sanitari. Alcuni credono che sia una condizione di tipo psicologico o psicosomatico, mentre altri credono che possa avere cause biologiche legate ai cambiamenti ormonali.

## Sintomi
I sintomi riscontrati dal partner maschile includono mal di stomaco, mal di schiena, indigestione, alterazioni dell'appetito, aumento di peso, acne, diarrea, costipazione, mal di testa, mal di denti, voglie, nausea, aumento e crescita del volume del petto, indurimento di capezzolo, iperproduzione di cerume e insonnia. Uno studio qualitativo ha elencato 35 sintomi descritti in letteratura scientifica tra cui disturbi legati al sistema gastrointestinale, genitourinario, respiratorio, irrigidimento dei glutei, dolori generalizzati e altri sintomi.